# 杉本哲太
杉本哲太（日语：／ Sugimoto Tetta，1965年7月21日—），日本男演员。出生於神奈川縣。所屬經紀公司為Tristone Entertainment。

## 生平
1965年出生在日本神奈川县，在正式成为演员之前是一个摇滚乐队成员，1983年荧屏处女秀《白蛇抄》并凭借此片获得当年日本电影金像奖最佳新人奖。 除了电影，他还在电视剧、舞台剧有过发展。
他还出演过北野武2010年的电影《极恶非道》和阪本顺治2010年的电影《偶然路过的街》。

## 家庭
妻子是神津叶月，神津善行和中村明子的次女。

## 作品

### 電視劇
- 信長 KING OF ZIPANGU-1992年
- 白蛇抄-1983年
- 將太的壽司-1996年
- 相棒-2007年～
- 空中急診英雄-2008年、2010年、2017年
- 极恶非道-2010年
- 偶然路过的街-2010年
- 海女-2012-2013年
- HERO-2014年
- 問題餐廳-2015年
- 天皇御廚-2015年
- 模仿犯-2016年
- 真命天菜-2017年
- Fake News 假新聞風暴-2018年
- 日本沉沒-希望之人--2021年
- 朋友遊戲R4-2022年
- 只想告訴你-2023年
- 不小心繼承了牛郎店-2023年
- Pending Train－8時23分，明天和你在一起-2023年
- 暗黑郵差-2023年
- Eye Love You-2024年
- 約定～第16年的真相～-2024年
- Destiny-2024年
- GO HOME～警視廳身份不明人相談室～-2024年
- 孤單死神的初戀-2024年
- 解謊偵探少女-2024年
- EYESEE～瞬間記憶搜查·柊班～-2025年
- 因為我很大咧咧2-2025年
- IGNITE-2025年
- Stingers 警視廳誘餌搜查驗證室-2025年

### 電影
- 在世界的中心呼喊愛情-2004年
- 送行者：禮儀師的樂章-2008年
- 只有我不存在的城市-2016年
- 跨越8年的新娘-2017年
- 彬與瑛-2022年
- OUT-2023年
- 城市猎人-2024年
- 大小姐和看門犬-2025年

### MV
- 堂娜《奢求》-1995年